# باول كلارك (موسيقي)
باول كلارك (بالإنجليزية: Paul Clark)‏ هو موسيقي بريطاني، ولد في 12 يونيو 1962 في ليدز في المملكة المتحدة.

## وصلات خارجية
- الموقع الرسمي
- باول كلارك على موقع ميوزك برينز (الإنجليزية)
- باول كلارك على موقع ديسكوغز (الإنجليزية)